# Лиллиу, Джованни
Джованни Лиллиу, итал. Giovanni Lilliu (13 марта 1914, Барумини, Сардиния — 19 февраля 2012) — международно признанный археолог, исследователь культуры нурагов, первооткрыватель памятника Су-Нуракси, который в 2000 г. был отнесён к Всемирному наследию ЮНЕСКО. Одновременно — публицист и политический деятель, отстаивающий интересы Сардинии.

## Сочинения (перевести названия)
- Цивилизация сардов от неолита до нурагов (La civiltà dei Sardi dal Neolitico all’età dei Nuraghi), Torino 1963.
- Скульптуры нурагической Сардинии (Sculture della Sardegna nuragica), Cagliari 1966.
- Цивилизация нурагов (La civiltà nuragica), Sassari 1982.
- Культура и культуры (Cultura e culture), Sassari 1995
- Искусство и религия донурагической Сардинии (Arte e religione della Sardegna prenuragica), Sassari 1999.
- Нурагическая Сардиния (Sardegna Nuragica), Nuoro (2006).